# Веджулешть (комуна)
Веджулешть, Веджулешті (рум. Văgiulești) — комуна у повіті Горж в Румунії. До складу комуни входять такі села (дані про населення за 2002 рік):
- Валя-Мотрулуй (299 осіб)
- Веджулешть (886 осіб) — адміністративний центр комуни
- Кирчу (379 осіб)
- Ковріджі (1151 особа)
- Мурджилешть (435 осіб)

Комуна розташована на відстані 240 км на захід від Бухареста, 39 км на південь від Тиргу-Жіу, 71 км на північний захід від Крайови.

## Населення
За даними перепису населення 2002 року у комуні проживали 3150 осіб, усі — румуни. Усі жителі комуни рідною мовою назвали румунську.
Склад населення комуни за віросповіданням:
| Релігія       | Кількість осіб | Відсоток |
| ------------- | -------------- | -------- |
| православні   | 3142           | 99,7%    |
| бретрени      | 4              | 0,1%     |
| п'ятдесятники | 3              | 0,1%     |
| лютерани      | 1              | < 0,1%   |